# Ander Herrera
Ander Herrera Agüera (n. 14 august 1989, Bilbao, Comunitatea Autonomă a Țării Basce, Spania) este un fotbalist spaniol, care joacă pe post de inside forward sau mijlocaș central la Boca Juniors în Primera División Argentina. Pe plan internațional, are prezențe la națională pentru Spania U-20⁠(d), Spania U-21, Spania U23⁠(d) și Spania.